# Rhipidocephalum abietis
Rhipidocephalum abietis är en svampart som beskrevs av Trail 1888. Rhipidocephalum abietis ingår i släktet Rhipidocephalum, divisionen sporsäcksvampar och riket svampar.   Inga underarter finns listade i Catalogue of Life.